# Dracophilus
Genre
Classification phylogénétique
Dracophilus Dinter & Schwantes est un genre de plante de la famille des Aizoaceae.
Dracophilus Dinter & Schwantes, in Möller's Deutsche Gärtn.-Zeitung 42: 187 (1927)
Type : Dracophilus delaetianus (Dinter) Dinter & Schwantes (Mesembryanthemum delaetianum Dinter)

## Liste des espèces
- Dracophilus dealbatus (N.E.Br.) Walg.
- Dracophilus delaetianus Dinter & Schwantes
- Dracophilus foetens Dinter
- Dracophilus montis-draconis Schwantes
- Dracophilus proximus (L.Bolus) Walg.
- Dracophilus rheolens Schwantes